# Huerta del Marquesado
Huerta del Marquesado è un comune spagnolo di 210 abitanti situato nella comunità autonoma di Castiglia-La Mancia.